# ヨーゼフ・シュースター (作曲家)
ヨーゼフ・シュースター（Joseph Schuster, *1748年8月11日 ドレスデン – †1812年7月24日 ドレスデン）は、ドイツの作曲家。

## 略歴
ドレスデンの宮廷楽士であった父ヨハン・ゲオルク・シューラーより最初の音楽教育を受ける。ザクセン選帝侯より学資金を下賜され、1765年から1768年までイタリアで対位法を学んだ。1776年に、メタスタジオの台本による処女作のオペラ・セリア《見棄てられたディドー（Didone abbandonata ）》がナポリのサン・カルロ劇場において上演されて成功を収める。同年もう一つのオペラ・セリア《デモフォーンテ（Demofoonte ）》がフォルリーにて初演を迎える。翌1777年、ナポリやヴェネツィアでのオペラの成功によって地歩を固め、ドイツで作曲家として名を馳せた。
作品のほとんどはオペラ・ブッファに分類されるが、教会音楽や管弦楽曲、室内楽曲も作曲している。シュースターの弦楽四重奏曲には、長らくモーツァルトの作品として広く流布したものがあり、当初はKV.210以降のケッヘル番号さえ与えられていた。シュースターはこれらを1780年ごろに作曲したのだが、モーツァルトの原本からの断片と看做されたのであった。真実の出所を明るみに出したのは、音楽学者のルートヴィヒ・フィンシャーであった（1966年、『音楽研究（Die Musikforschung ）』誌上にて）。一方、シュースターのヴァイオリンソナタはモーツァルトの「パリ・ソナタ」（第17番から22番）に影響を与えている。

## 主要作品一覧
- La fedeltà in amore, Opera buffa, Dresden 1773
- L'idolo cinese,  Opera buffa, Dresden 1776
- La Didone abbandonata, Opera seria, Neapel 1776
- Demofoonte, Opera seria, Forlì 1776
- L'amore artigiano,  Opera buffa, Venedig 1776
- La schiava liberata, Opera seria-comica, Dresden 1777
- Der Alchymist oder Der Liebesteufel, Singspiel, Dresden 1778
- Bradamante, Dramma per musica, Padua 1779
- Creso in Media, Opea seria, Neapel 1779
- Amor e Psyche, Opera seria, Neapel 1780
- Rübezahl ossia Il vero amore, Opera buffa, Dresden 1789
- Il giorno natalizio, Opera buffa (Pasticcio), Dresden 1802

- Streichquartette Nr. 1-6 „Quartetti Padovani“
- 6 Divertimenti da camera für Cembalo (Klavier) und Violine, 1777, Nagels Verlag, Kassel